# Modernizam u muzici
Modernizam u muzici је oblast ili epoha u muzičkoj umetnosti koja se identifikuje na osnovu mnoštva pojavno različitih stilskih usmerenja koja počivaju na zajedničkim shvatanjima osnovnih postulata, nastalih od kraja 19. veka do početka sedamdesetih godina 20.veka. Termin se između ostalog odnosi na status, percepciju i razumevanje umetničkog dela, kao celovite i originalne autorske kreacije.
U muzici, modernizam je estetski stav koji leži u osnovi perioda promena i razvoja muzičkog jezika kao različitih reakcija u izazivanju i reinterpretaciji starijih kategorija muzike, inovacija koje su dovele do novih načina organizovanja. i približavanje harmonskim, melodijskim, zvučnim i ritmičkim aspektima muzike i promene u estetskim pogledima na svet i u bliskoj su vezi sa veći prepoznatljivim periodom modernizma u umetnosti tog vremena. Operativna reč koja se najviše asocira na to je „inovacija“.

## Osnovne postavke
Modernizam u muzici prema Šuvakoviću :
nastao je kao opsesivno traganje za novim izrazima i tehnikama u modernizmu implicitno govori o veri u progres i u budućnost u kojoj će svi konflikti biti razrešeni i uspostavljena harmonija između čoveka i sveta u kojem živi. U modernizam je utisnuto i nezadovoljstvo umetnika položajem pojedinca, time i sebe samog u razvijenom kapitalističkom društvu, u kojem se pojedinac oseća ugroženim zbog sve veće dominacije materijalističkih, tržišnih merila vrednosti. Umetnik 20. veka bio je i svedok različitih katastrofa koje su obeležile ovo doba, na prvom mestu najstrašnijih ratova koje je istorija zabeležila. Otuda jačanje težnji ka autonomiji dela, koje se mogu dovesti u vezu s pojavom kritičkog, često konfliktnog i provokativnog odnosa umetnika prema društvu koje je sa sve većim teškoćama pratilo i razumevalo zbivanja na umetničkoj sceni, doživljavajući ih često kao groteskne ili dekadentne. Ne može se, međutim, zanemariti činjenica da su u nekim avangardnim pokretima u okviru modernizma, pored tendencija ka autonomnosti, postojale i one suprotne – ka što užem povezivanju života i umetnosti, što je jedna od mnogobrojnih protivrečnosti ovog razdoblja.
Kroz modernizam u muzici autori su ispoljavali veru u „progres i u budućnost u kojoj bi svi konflikti biti razrešeni kroz uspostavljenje harmonije između čoveka i sveta u kojem on živi.“ U tom smislu istoričari muzike smatraju da su se modernisti posvetili istraživanju tehnika i principa organizacije muzičkog sadržaja u nastojanju da proučavanjem, znanjem i njegovom primenom realizuju sisteme međusobno zavisnih elemenata na mestu očekivanja umetničkog, konkretno, muzičkog dela.

## Pravci u modernizmu.[8]
Poimanje autonomije umetnosti
Zajedničko jednoj struji stvaralaca je i poimanje autonomije umetnosti u odnosu na druga područja ljudskog delovanja, kao i specijalizacija umetničkih kompetencija vezanih za pojedinačne istorijski „dokazane“ umetinčke grane – književnost, muziku, slikarstvo i vajarstvo, pozorište i arhitekturu (umereni ili istoricistički modernizam).
Radikalni modernizam
Drugoj (znatno manjoj) grupi može „pripisati“ težnja ka sintezi umetnosti i svakodnevice (avangarde, radikalni modernizam).
Umetnici modernizma se najčešće posvećuju (uskim) stručnim oblastima svoje „grane“ i nastoje da u tim okvirima i na temelju kanona do dela dođu istraživanjem. Kompozitorski kanon se može odrediti kao skup idealizovanih predstava o prošlosti i njihovih adaptacija u strategije koje se realizuju u aktuelnom trenutku.
Takođe, za modernističku umetnost se često vezuje delovanje pod okriljem institucije, s obzirom na to da su specijalizacija i autonomija umetničkih oblasti moguće samo u okviru ustanova posvećenih tom polju koje će dati kredibilitet određenoj umetničkoj ekspertizi.
Mada ne postoji muzikološki konsenzus o svim umetničkim stremljenjima koja čine korpus modernzima, ipak se može uz minimalne digresije, prihvatiti da on uključuje neoklasicizam, avangarde, socijalistički realizam i socijalistički modernizam, s tim što podele nisu međusobno isključive i jasno „iscrtane“.
Ostale podele
Takođe, u literaturi je vrlo pristutna i podela modernizama na:
- Istoricistički/umereni modernizam u muzici,
- Radikalni/ekspresionistički modernizam u muzici,
- Druge mnogobrojne verzije.[10]

## Literatura
- Albright, Daniel. . Modernism and Music: An Anthology of Sources. Chicago: University of Chicago Press. 2004. ISBN 978-0-226-01267-4.. .
- Dahlhaus, Carl. 1989. Nineteenth-Century Music. Translated by J. Bradford Robinson. Berkeley: University of California Press.
- Goodwin, Andrew (2006). „Popular Music and Postmodern Theory”.  Ур.: Storey, John. Cultural Theory and Popular Culture: A Reader. University of Georgia Press. ISBN 978-0-8203-2849-2.
- Károlyi, Ottó.  Modern British Music: The Second British Musical Renaissance—From Elgar to P. Maxwell Davies. Rutherford, Madison, Teaneck: Farleigh Dickinson University Press. 1994. ISBN 978-0-8386-3532-2.; London and Toronto: Associated University Presses. .
- McHard, James L. . The Future of Modern Music: A Philosophical Exploration of Modernist Music in the 20th Century and Beyond. Livonia, Michigan: Iconic Press. 2008. ISBN 978-0-9778195-1-5., third edition. .
- Metzer, David Joel. . Musical Modernism at the Turn of the Twenty-first Century. Cambridge and New York: Cambridge University Press. 2009. ISBN 978-0-521-51779-9.. Music in the Twentieth Century 26. .
- Meyer, Leonard B. . Music, the Arts, and Ideas: Patterns and Predictions in Twentieth-Century Culture. Chicago and London: University of Chicago Press. 1994. ISBN 978-0-226-52143-5., second edition. .
- Morgan, Robert P. 1984. "Secret Languages: The Roots of Musical Modernism". Critical Inquiry 10, no. 3 (March): 442–61.
- Du Noyer, Paul (2003). The Illustrated Encyclopedia of Music (1st изд.). Fulham, London: Flame Tree Publishing. ISBN 978-1-904041-96-2.
- Priore, Domenic (2005). Smile: The Story of Brian Wilson's Lost Masterpiece. London: Sanctuary. ISBN 978-1-86074-627-7.
- Russolo, Luigi. 1913. L'arte dei rumori: manifesto futurista. Milan: Direzione del Movimento Futurista.
- Tarasti, Eero. . Myth and Music: A Semiotic Approach to the Aesthetics of Myth in Music, Especially that of Wagner, Sibelius and Stravinsky. 1979. ISBN 9789027979186.. Acta Musicologica Fennica 11; Religion and Society 51. Helsinki: Suomen Musiikkitieteellinen Seura; The Hague: Mouton. .